# Vênetos (Gália)

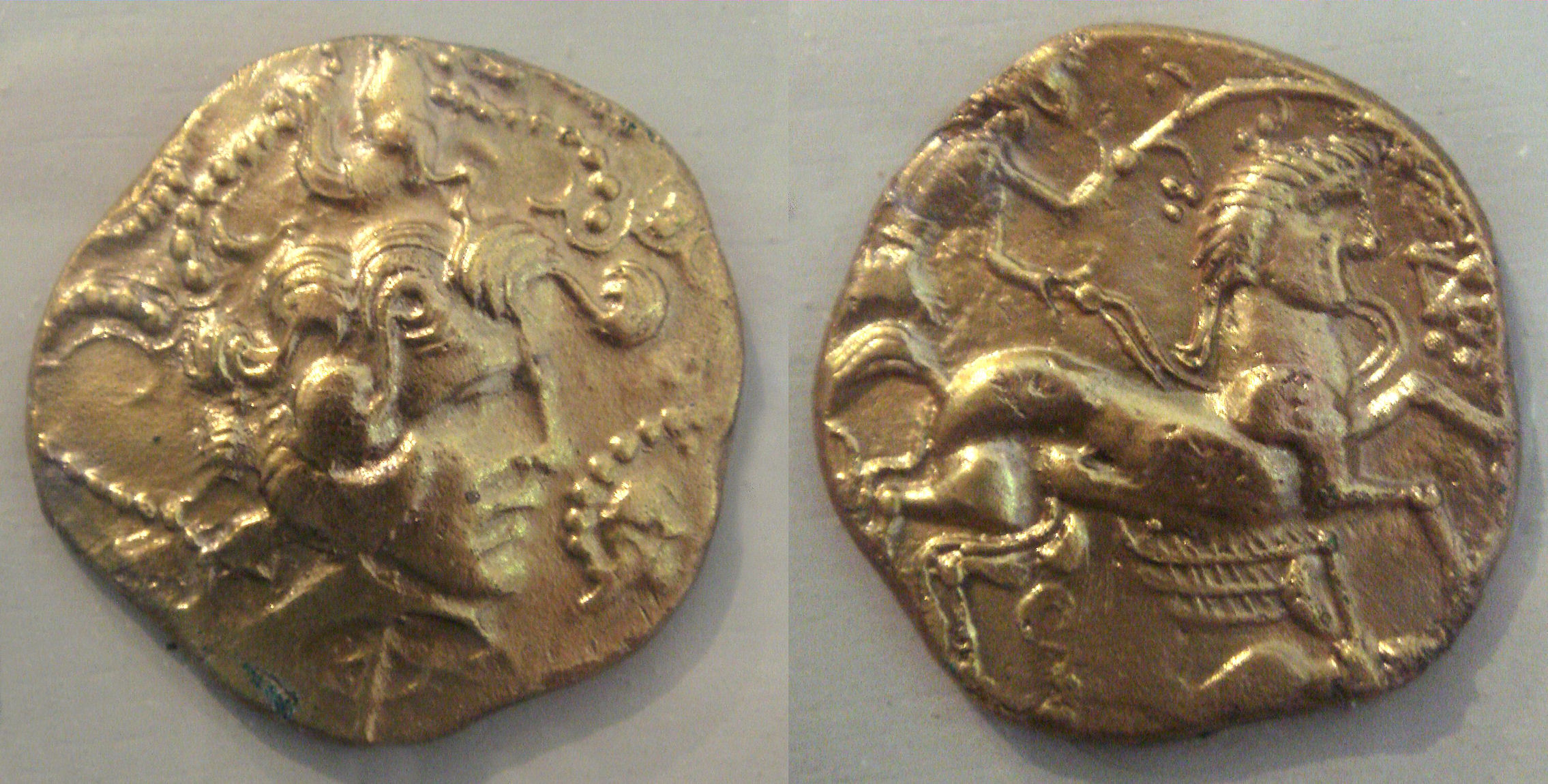
Moedas dos vênetos, séculos V a

Os vênetos (português brasileiro) ou vénetos (português europeu) (em latim: veneti; em gaulês: uenetoi) foram uma tribo gaulesa que habitava a Armórica, na parte sul da península da Bretanha, durante a Idade do Ferro e o período do Império Romano.
Povo marítimo, os vênetos influenciaram fortemente a cultura do sudoeste da Bretanha por meio de relações comerciais com a Grã-Bretanha. Depois de serem derrotados por Décimo Júnio Bruto Albino em uma batalha naval em 56 a.C., seu comércio marítimo acabou declinando sob o Império Romano, mas uma vida agrícola próspera é indicada por evidências arqueológicas.

## Nome

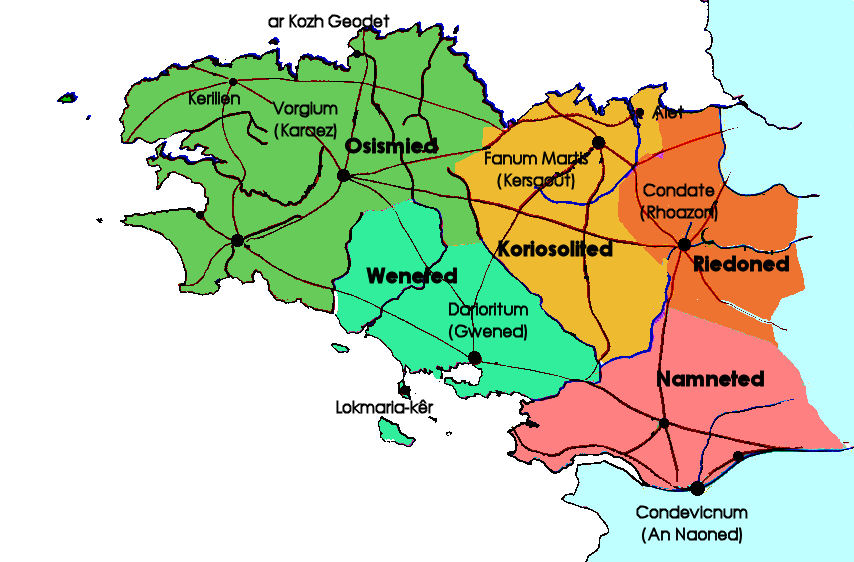
Distribuição das tribos gaulesas na Bretanha moderna:
Osísmios
Vênetos
Curiosolitas
Redões
Namnetes
Não-Gauleses

Eles são mencionados como Venetos por Júlio César (meados do século I a.C.), Tito Lívio (final do século I a.C.) e Plínio, o Velho (século I d.C.), como Ouénetoi por Estrabão (início do século I d.C.) e Ptolemeu (século II d.C.), como Veneti na Tabula Peutingeriana (século V d.C.), e como Benetis na Notitia Dignitatum (século V d.C.).
O etnônimo venetī é uma forma latinizada do gaulês uenetoi, que significa "os parentes" ou "os amigáveis", possivelmente também "os comerciantes". Deriva do radical *uenet- ('parente, amigo'), ele próprio um derivado do protocelta *weni- ('família, clã, parentesco'; irlandês antigo: fine; bretão: guen), também derivado do protoindo-europeu *wenh- ('desejo'; protogermânico: weniz). O nome gaulês é cognato com muitos outros nomes étnicos encontrados na Europa antiga, como venedoti (> gwynedd), vênetos do Adriático, vênetos do Vístula (> vendos) e eneti.
A cidade de Vannes, atestada por volta de 400 d.C. como Civitas Venetum ("civitas dos Vênetos"; Venes em 1273), recebeu o nome da tribo gaulesa.

## Geografia
Os vênetos construíram suas fortalezas nas pontas dos espigões ou promontórios costeiros, onde os bancos de areia tornavam perigosa a aproximação pelo mar, uma posição incomum que os protegia de ataques marítimos.
Eles habitavam o sul da Armórica, ao longo do golfo de Morbihan. Sua cidade mais notável, e provavelmente sua capital, era Darioritum (hoje conhecida como Gwened em bretão ou Vannes em francês), mencionada na obra Geografia de Ptolemeu. Outros povos celtas antigos historicamente atestados na Armórica incluem os redões, curiosolitas, osismos, esuvios e namnetes.

## História

### A chegada de César
Júlio César relata em De Bello Gallico que, em 57 a.C., enviou seu protegido, Públio Crasso, para negociar com as tribos costeiras da Armórica (incluindo os vênetos) no contexto de uma invasão romana da Bretanha planejada para o ano seguinte, que acabou se perdendo até 55 a.C. Embora Júlio César afirme que eles foram forçados a se submeter ao poder romano, não há evidências de uma oposição inicial das tribos gaulesas, e o fato de Júlio César ter enviado apenas uma legião para negociar com os vênetos sugere que não se esperava nenhum problema. O relatório de Júlio César provavelmente faz parte de uma narrativa política que foi criada para justificar a dominação dos gauleses e para minimizar seu plano abortado de invadir a Bretanha em 56 a.C. O estudioso Michel Rambaud argumentou que os gauleses inicialmente pensaram que estavam fazendo uma aliança com os romanos, não se rendendo a eles.
Em 56 a.C., os vênetos capturaram os comissários que Roma havia enviado para exigir suprimentos de grãos no inverno de 57−56 a.C.}, a fim de usá-los como moeda de troca para garantir a libertação dos reféns que haviam entregado a Júlio César. Ao saber da revolta, todas as tribos gaulesas costeiras se comprometeram, por meio de um juramento, a agir em conjunto. Essa é a causa explicitamente dada por Júlio César para o início da guerra. Essa versão é contradita por Estrabão, que afirma que o objetivo dos vênetos era impedir a invasão planejada por Júlio César na Bretanha, o que teria ameaçado suas relações comerciais com a ilha britânica. A afirmação de Estrabão parece ser confirmada pela participação na guerra de outras tribos gaulesas envolvidas no comércio com a Bretanha e pelo envolvimento dos próprios bretões.
Júlio César partiu para Ilíria no início do inverno de 57−56 a.C. Informado sobre os eventos ocorridos na Armórica por Crasso, ele iniciou a construção de uma frota de galés e encomendou navios dos pictões, santões e outras "tribos pacíficas". Os preparativos para a guerra foram concluídos rapidamente, e Júlio César se juntou ao exército romano "assim que a estação permitiu". Em resposta, os vênetos pediram ajuda a outros grupos, incluindo os morinos, menápios e bretões.
As vitórias de Júlio César nas Guerras da Gália, concluídas em 51 a.C., estenderam o território de Roma até o canal da Mancha e o rio Reno. Júlio César tornou-se o primeiro general romano a cruzar os dois corpos d'água quando construiu uma ponte sobre o Reno e conduziu a primeira invasão da Bretanha.

### Batalha de Morbihan

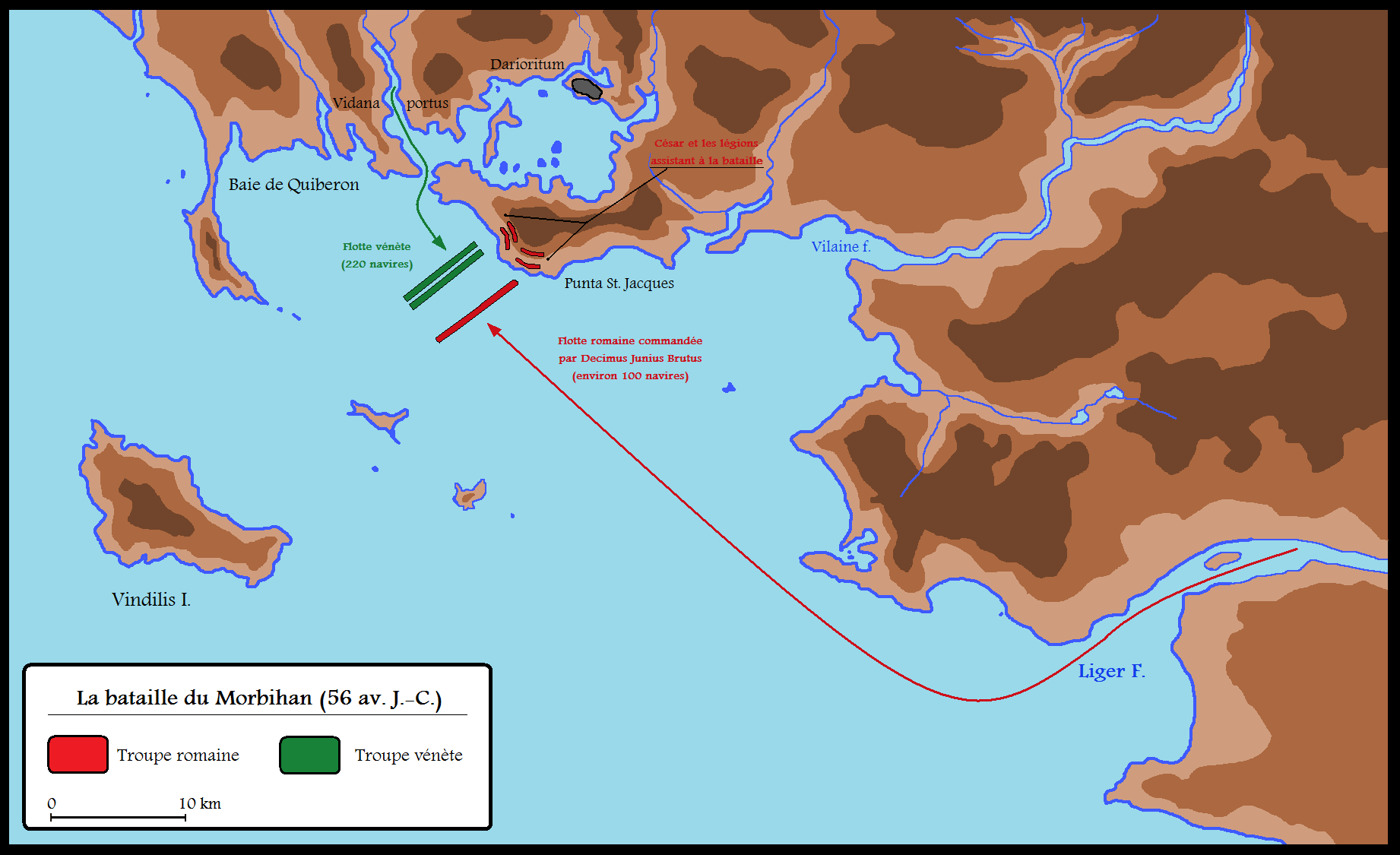
Batalha de Morbihan

Como a destruição da frota inimiga era a única maneira permanente de acabar com esse problema, Júlio César orientou seus homens a construir navios. No entanto, suas galés estavam em séria desvantagem em comparação com os navios dos vênetos, que eram muito mais resistentes. A estrutura de seus navios significava que eles eram resistentes a abalroamentos, enquanto sua maior altura significava que eles poderiam bombardear os navios romanos com projéteis e até mesmo comandar as torres de madeira que Júlio César havia adicionado a seus baluartes. Os vênetos manobravam com tanta habilidade sob a vela que era impossível alcançar seus navios. Esses fatores, aliados ao seu conhecimento sobre a costa e as marés, colocaram os romanos em desvantagem. No entanto, o legado de César, Décimo Júnio Bruto Albino, recebeu o comando da frota romana e, em uma batalha decisiva, conseguiu destruir a frota gaulesa na baía de  Quiberon, com Júlio César observando da costa. Usando longos ganchos de bico, os romanos atingiram as adriças do inimigo à medida que elas passavam (elas devem ter sido presas a bordo), fazendo com que as enormes velas principais de couro caíssem no convés, o que deixou a embarcação incapacitada para navegar ou remar. Por fim, os romanos conseguiram embarcar e toda a frota dos vênetos caiu em suas mãos.

## Economia
De acordo com Júlio César, os vênetos eram a tribo mais influente da Armórica, pois possuíam a maior frota, que usavam para o comércio com a Bretanha, e controlavam alguns portos nas perigosas costas dessa região. Essa afirmação é evidenciada pelo fato de que dois oficiais (em vez de um) foram enviados pelos romanos para exigir grãos deles no inverno de 57−56 a.C. Os vênetos tinham estações de comércio na Bretanha e navegavam regularmente para a ilha, além de cobrarem taxas alfandegárias e portuárias dos navios comerciais que passavam pela região. Estrabão sugere que eles também usavam as rotas terrestres e os rios da Armórica para fazer comércio com a Bretanha.
Esses vênetos exercem, de longe, a mais ampla autoridade sobre toda a costa marítima desses distritos, pois possuem numerosos navios, nos quais têm o costume de navegar para a Bretanha, e são superiores aos demais na teoria e na prática da navegação. Como o mar é muito turbulento e aberto, com apenas alguns portos aqui e ali que eles mesmos mantêm, eles têm como tributários quase todos aqueles cujo costume é navegar nesse mar. - Júlio César, De Bello Gallico, III (traduzido por H. J. Edwards, Loeb Classical Library, 1917)
Evidências arqueológicas mostram uma mudança no comércio com a Bretanha da Armórica para as rotas mais ao nordeste durante a segunda metade do século I a.C., após a vitória romana decisiva sobre as tribos gaulesas da Armórica em 56 a.C.
Os vênetos construíram seus navios de carvalho com grandes travessas fixadas por pregos de ferro da espessura de um polegar. Eles navegavam e impulsionavam seus navios usando velas de couro. Isso tornava seus navios fortes, robustos e estruturalmente sólidos, capazes de suportar as condições adversas do Atlântico. Eles controlavam o comércio de estanho da mineração na Cornualha e em Devon.

## Relacionamento com outras tribos
Recentemente, um estudo realizado na França mostrou que há uma correlação notável entre a distribuição geográfica de uma doença genética (displasia arritmogênica do ventrículo direito; DAVD) e os diferentes locais de assentamento dos vênetos: bacia do Vístula, Golfo Adriático e maciço armoricano, em particular. Isso destaca o fluxo migratório desse povo ao longo dos tempos a partir de seu local de assentamento inicial próximo ao mar Negro. No entanto, o parentesco das populações ainda precisa ser demonstrado por meio de marcadores genéticos mais indicativos.

### Usada no texto
- Cunliffe, Barry W. (1988). Greeks, Romans, and Barbarians: Spheres of Interaction. [S.l.]: Methuen. ISBN 978-0-416-01991-9
- Cunliffe, Barry W. (1999). The Ancient Celts. [S.l.]: Penguin. ISBN 978-0-14-025422-8
- Delamarre, Xavier (2003). Dictionnaire de la langue gauloise: Une approche linguistique du vieux-celtique continental. [S.l.]: Errance. ISBN 9782877723695
- Drinkwater, John F. (2016). «Veneti (1), Gallic tribe». Oxford Research Encyclopedia of Classics. ISBN 978-0-19-938113-5. doi:10.1093/acrefore/9780199381135.013.6723
- Erickson, Brice (2002). «Falling Masts, Rising Masters: The Ethnography of Virtue in Caesar's Account of the Veneti». American Journal of Philology. 123 (4): 601–622. ISSN 1086-3168. doi:10.1353/ajp.2003.0004
- Falileyev, Alexander (2010). Dictionary of Continental Celtic Place-names: A Celtic Companion to the Barrington Atlas of the Greek and Roman World. [S.l.]: CMCS. ISBN 978-0955718236
- Lambert, Pierre-Yves (1994). La langue gauloise: description linguistique, commentaire d'inscriptions choisies. [S.l.]: Errance. ISBN 978-2-87772-089-2
- Levick, Barbara (2009). «The Veneti Revisited: C.E. Stevens and the tradition on Caesar the propagandist». In:  Welch, Kathryn; Powell, Anton. Julius Caesar as Artful Reporter: The War Commentaries as Political Instruments. [S.l.]: Classical Press of Wales. ISBN 978-1-910589-36-6
- Matasović, Ranko (2009). Etymological Dictionary of Proto-Celtic. [S.l.]: Brill. ISBN 9789004173361
- Nègre, Ernest (1990). Toponymie générale de la France. [S.l.]: Librairie Droz. ISBN 978-2-600-02883-7

### Complementar
- Loicq, Jean (2003). «Sur les peuples de nom "vénète" ou assimilé dans l'Occident européen». Études celtiques. 35 (1): 133–165. doi:10.3406/ecelt.2003.2153
- Merlat, Pierre (1981). Les Vénètes d'Armorique. [S.l.]: Ed. Archéologie en Bretagne. OCLC 604092636